# Isabel de la Cruz
Isabel de la Cruz, död efter 1529, var en spansk nunna.  Hon var grundare av den religiösa rörelsen Alombrados. Hon dömdes till livstids fängelse för kättare av Spanska inkvisitionen 1529. 